# Язан Ан-Наймат
Язан Ан-Наймат (араб. يزن النعيمات, нар. 4 червня 1999, Ваді-ес-Сір) — йорданський футболіст, нападник катарського клубу «Аль-Аглі».
Виступав, зокрема, за клуб «Сахаб», а також національну збірну Йорданії.

## Клубна кар'єра
Народився 4 червня 1999 року в місті Ваді-ес-Сір. Вихованець футбольної школи клубу «Сахаб». Дорослу футбольну кар'єру розпочав 2018 року в основній команді того ж клубу, в якій провів чотири сезони. 
До складу клубу «Аль-Аглі» приєднався 2022 року. Станом на 20 січня 2024 року відіграв за катарську команду 40 матчів у національному чемпіонаті.

## Виступи за збірні
Протягом 2020–2021 років залучався до складу молодіжної збірної Йорданії. На молодіжному рівні зіграв у 8 офіційних матчах, забив 4 голи.
У 2021 році дебютував в офіційних матчах у складі національної збірної Йорданії.
У складі збірної — учасник кубка Азії з футболу 2023 року у Катарі.